# Општина Телешти (Горж)
Телешти (рум. Teleşti) општина је у Румунији у округу Горж.
Oпштина се налази на надморској висини од 171 m.